# شهرستان بروجرد
شهرستان بروجرد یکی از شهرستان های استان لرستان، به مرکزیت شهر بروجرد،  واقع در منطقه کوهستانی زاگرس است. شهرستان بروجرد از شمال با شهرستان های ملایر و نهاوند در استان همدان، از شرق با شهرستان شازند در استان مرکزی، از جنوب با شهرستان دورود، و از غرب با شهرستان های سلسله و دلفان، و از جنوب غربی با شهرستان خرم‌آباد دارای مرز است.

## تقسیمات کشوری
شهرستان بروجرد دارای ۱۸۶ روستا است. این شهرستان ۱۶۷۰ کیلومتر مربع مساحت دارد و از سه بخش مرکزی، اشترینان، شیروان و ۷ دهستان تشکیل شده است. سه نقطه شهری این شهرستان عبارتند از شهرهای بروجرد و اشترینان و ونایی.
دهستان‌های شهرستان بروجرد از این قرارند:
- بخش مرکزی شهرستان بروجرد
  - دهستان دره صیدی
  - دهستان والانجرد
  - دهستان همت‌آباد
  - دهستان بیرانوند شمالی
- بخش اشترینان
  - دهستان اشترینان
  - دهستان بردسره
  - دهستان گودرزی
- بخش شیروان
  - دهستان شیروان شرقی
  - دهستان شیروان غربی

## جمعیت
بر اساس سرشماری مرکز آمار ایران، جمعیت شهرستان بروجرد در سال ۱۳۹۵ برابر ۳۲۶٬۴۵۲ نفر و در سال ۱۳۹۰ برابر با ۳۳۷٬۶۳۱ نفر بوده است که ۳۱٫۵ درصد جمعیت استان لرستان را شامل می‌شود. به این ترتیب، شهرستان بروجرد، دومین شهرستان پرجمعیت استان لرستان محسوب می‌شود. جمعیت شهرستان بروجرد در سال ۱۳۸۵ برابر با۳۲۰٬۵۴۷ نفر بوده است.

## جغرافیای شهرستان بروجرد
بلندترین نقطه شهرستان بروجرد قله ولاش با در غرب شهر بروجرد و پست‌ترین ناحیه در دشت سیلاخور با ارتفاع تقریبی ۱۵۰۰ متر قرار دارد.
شهرستان بروجرد بخشی از منطقه کوهستانی زاگرس شمالی است. این منطقه مشتمل بر کوه‌های مرتفع زاگرس در غرب و جنوب، دشت سیلاخور در مرکز و پیشکوه‌های داخلی زاگرس در شرق و شمال است. کوه‌های بلند زاگرس به صورت نواری از شمال غربی به جنوب شرقی کشیده شده‌اند و مرز طبیعی بین دشت سیلاخور و لرستان به حساب می‌آیند. رشته کوه گرین بخشی از زاگرس مرتفع است که از شمال غربی به جنوب شرقی کشیده شده و اشترانکوه دنباله آن است. قلل عمده این رشته کوه، چهل نابالغان، ولاش و میش پرور هستند. پست‌ترین ناحیه، در دشت سیلاخور با ارتفاع تقریبی ۱۵۰۰ متر قرار دارد. گِلِرود، تیره، ماربره و تهیج رودهای شهرستان بروجردند که از سراب‌ها و چشمه‌های فراوان منطقه مانند سراب ونایی، زارم، کرتول، زرشکه، سفید، پنبه، جانیزه و چشمه‌های دره خونی سرچشمه می‌گیرند.
بروجرد دارای آب و هوای معتدل کوهستانی با تابستانهای معتدل و زمستان‌های پر باران و برف و سرد است. تعداد روزهای یخبندان در برخی از نقاط این ناحیه به بیش از ۷۰ روز می‌رسد. در ۴۰ سال پیش، روزهای یخبندان بروجرد، ۱۰۰ روز بوده است. بیشترین درجه حرارت در تابستان‌ها ۳۸ درجه و کم‌ترین آن در زمستان ۱۸ درجه زیر صفر برآورد شده که در برخی سال‌های سخت، تا ۳۵ درجه زیر صفر نیز رسیده است. این شهرستان بین عرضهای شمالی حد اقل ۳۳ درجه و ۳۶ دقیقه و حداکثر ۳۴ درجه و ۶ دقیقه و طول شرقی و داخل ۴۸ درجه و ۲۷ دقیقه و حداکثر ۴۹ درجه و ۲۷ دقیقه قرار دارد.
دشت سیلاخور منطبق با گسل سراسری زاگرس است و وجود گسل‌های فرعی مانند گسل دورود و گسل قلعه حاتم در این منطقه، استعداد منطقه را برا ی زمین لرزه‌های بزرگ موجب شده است. زمین لرزه ۱۲۸۷ که در دشت سیلاخور در جنوب شهرستان بروجرد با بزرگای ۷/۳ ریشتر روی داده، یکی از بزرگ‌ترین زمین لرزه‌های ثبت شده ایران است. زلزله فروردین ۱۳۸۵ سیلاخور با قدرت ۶/۱ ریشتر نیز از دیگر زمین لرزه‌های بزرگ منطقه در سالهای اخیر است.

## کوه‌های بروجرد

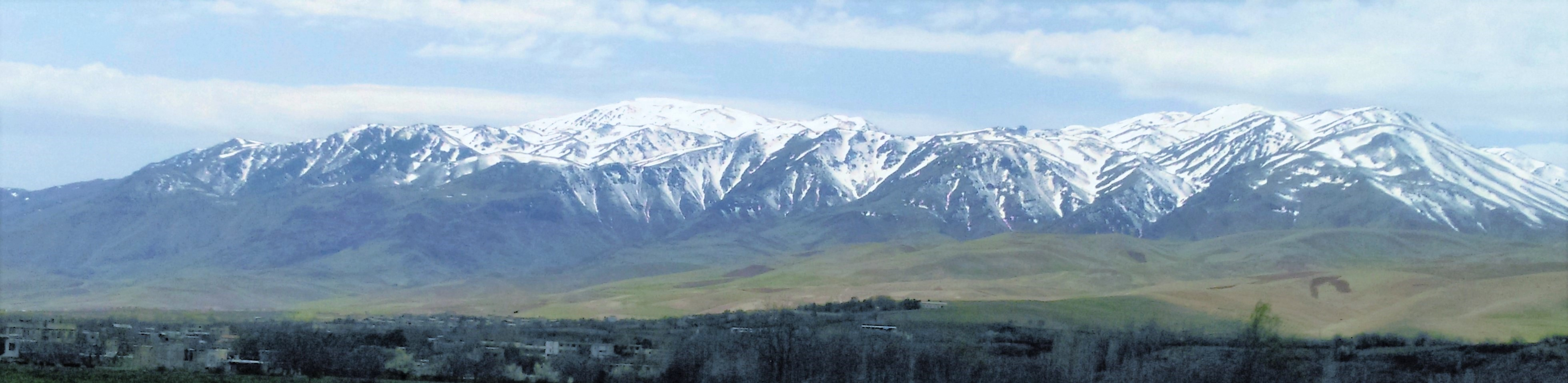
دامنه‌های جنوبی گرین در جنوب غربی بروجرد
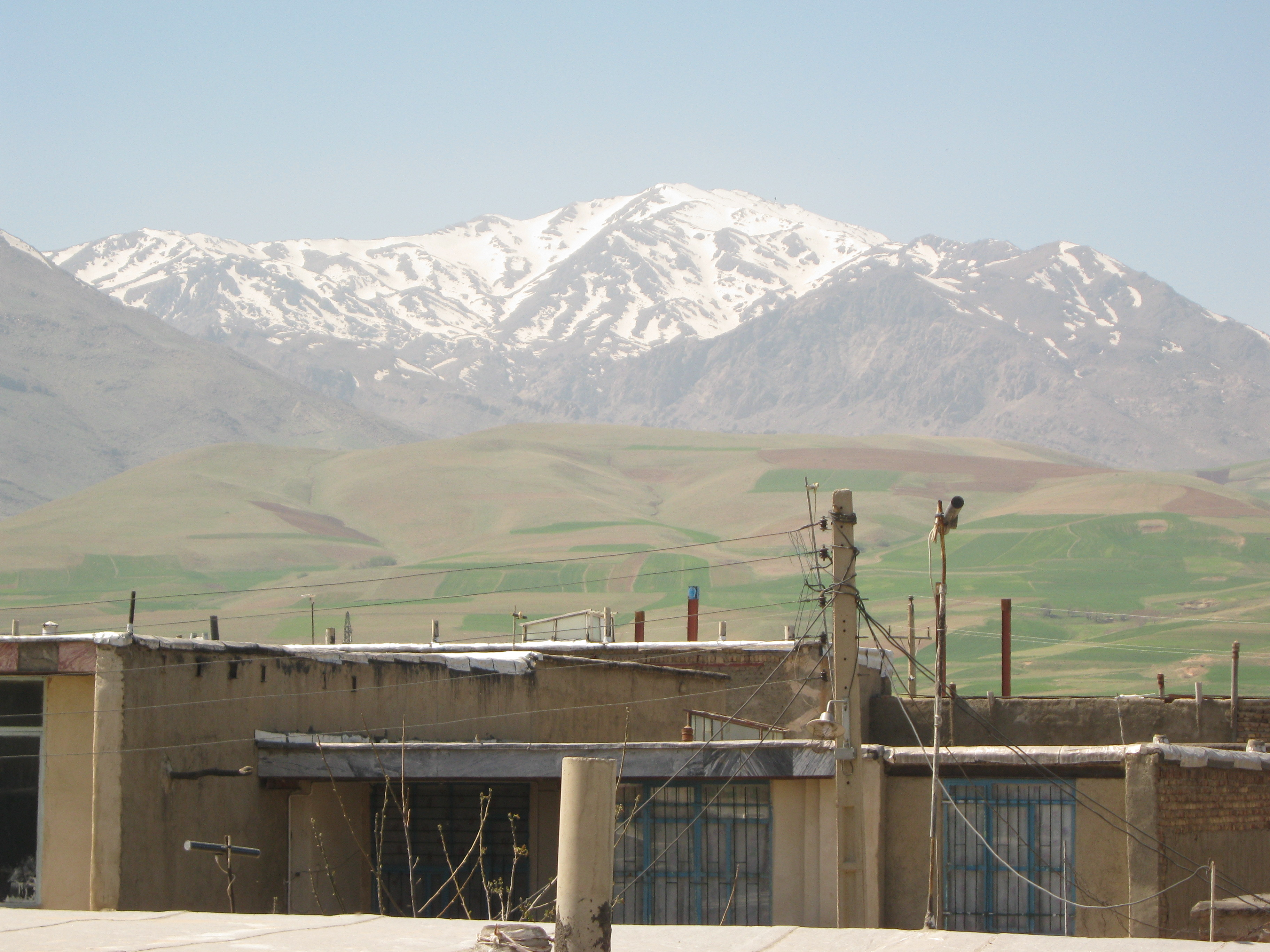
نمای کوه گرین از روستای فیال بروجرد
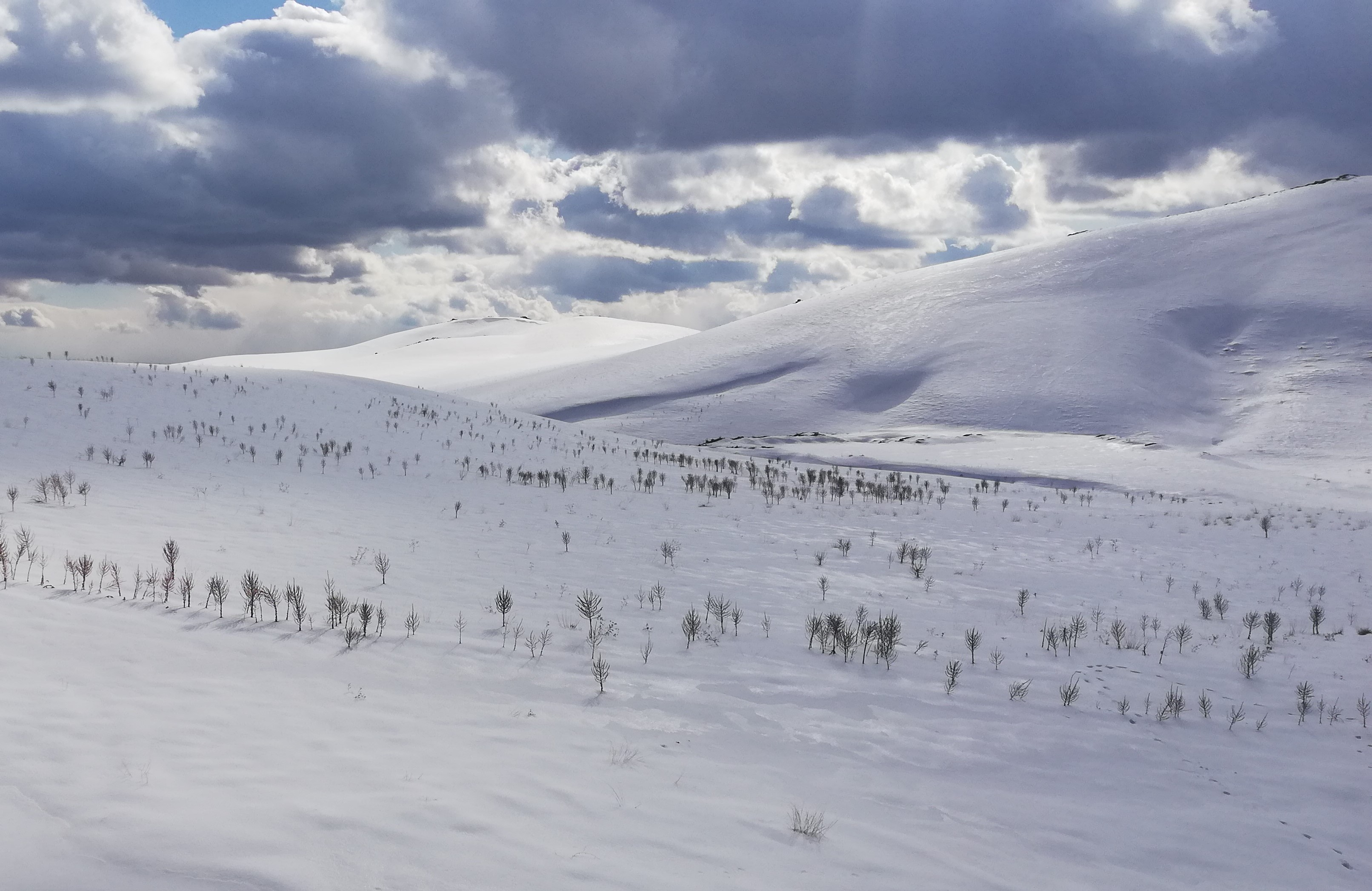
کوه‌های منطقه زالیان در شرق بروجرد
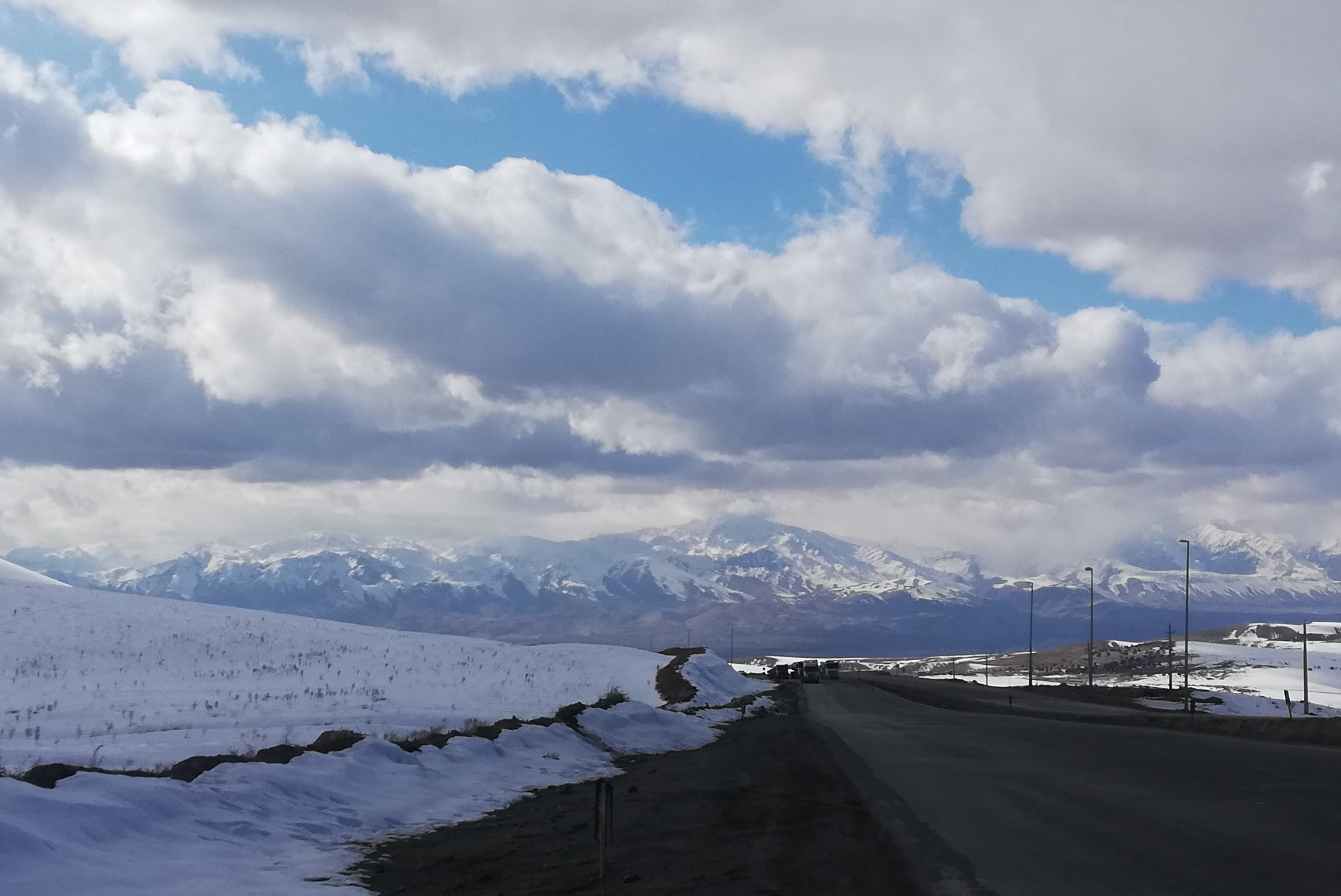
کوه‌های منطقه زالیان در شرق بروجرد

## باستان‌شناسی و آثار تاریخی
محدوده شهرستان بروجرد حاوی تعداد زیادی تپه‌های باستانی و تاریخی است که از دورهای پیش از تاریخ تا قرن معاصر آباد بوده‌اند. از نظر باستان‌شناسی، تپه قرق و تپه بزازنا در دهستان شیروان، مهم‌ترین تپه باستانی شهرستان بروجرد است و تا پنج طبقه لایه برداری و مطالعه شده است. اشکال هندسی و رنگ اخرایی سفال‌های کشف شده قدمت آن را با تپه گیان و کوهدشت لرستان هم‌زمان می‌کند. در لایه‌های بیرونی، تک سفال‌هایی از دوره‌های بعدی از جمله اشکانیان هم در آن دیده می‌شود (ص. ۹). همچنین باستان شناسان با توجه به اسناد معتبر تاریخی که جدیداً کشف شده مطمین شده‌اند که منطقه گسترده بروجرد (بروگرد) بیش از ۵۰۰ سال قدمت دارد و تا مدت مدیدی بعد از صفویان استان لرستان زیر نظر بروجرد بوده است و به خزانه بروجرد خراج پرداخت می‌کردند. همچنین اسناد به خاک و خون کشیدن این استانها توسط پادشاه بروجرد به دست آمده است.
(تاریخ طبری. تاریخ ده هزار ساله. کتیبه سنگی شاه سرداری اول) از آثار تاریخی بروجرد می‌توان به مسجد جامع و مسجد سلطانی بروجرد اشاره کرد.

## پوشش گیاهی

چرای گوسفندان در مراتع چنارستان در جنوب غربی بروجرد.

دامنه‌های کوه‌های زاگرس در محدوده بروجرد درپوشش گیاهان خودرو از تنوع زیادی برخوردار است و بسیاری از گیاهان ناحیه بروجرد ارزش خوراکی یا دارویی دارند. در محدوده فعلی شهرستان بروجرد جنگل وجود ندارد اما در ناحیه سیلاخور و در دامنه کوه‌های زاگرس که به‌طور سنتی جزو منطقه بروجرد به حساب می‌آیند جنگلهایی از درختان بلوط و ارس وجود دارد.
گل گاوزبان، خاکشیر، گل ختمی، آویشن، عناب، ترنجبین، پر سیاوش، کاسنی، گل سرخ، شقایق، بیدمشک، لاله، زنبق، شیرین بیان، بن سرخ، خاکشیر و نرگس و همچنین نباتات خوراکی چون پیشوک، شنگ، زرشک، کنگر، ریواس، حاجی بیان، فرفیان، پونه و نعناع از گیاهان خودروی منطقه‌اند. محصولات کشاورزی و باغی عمده بروجرد عبارت‌ند از گندم، جو، چغندر، ذرت، تخمک، انواع لوبیا، نخود، گیاهان علوفه‌ای، دانه‌های روغنی، پنبه، باقلا، محصولات جالیزی، سبزیجات و میوه‌هایی چون سیب، انگور، گلابِ، انواع آلو، آلبالو، گیلاس، بادام، گردو، انجیر، سنجد، خربزه، هندوانه،

## گونه‌های جانوری
گرگ، گراز، روباه، خرگوش، شغال، خرس قهوه‌ای، کفتار، بز کوهی، میش، غزال، آهو برخی گونه‌های مار، لاک‌پشت، برخی ازخزندگان و پرندگان (کرکس، درنا، تیهو، بلبل، سهره، رنگرز، دارکوب، عقاب، قوش، خفاش، پرستو، گنجشک، سار، کلاغ، زاغچه ...) جانوران منطقهٔ بروجرد را تشکیل می‌دهند.
در گذشته‌های دور شیر ایرانی (دزفولی) در شهرستان بروجرد می‌زیستند که به علت شکارهای متعدد منقرض شدند.

## گردشگاه‌های طبیعی
- محور توریستی‌ بروجرد کولیدر ونایی سراب‌های خمسه یا پنج‌گانه (چنار، نظامی، پنبه، چشمه کدخدامراد، کولیدر) تفرجگاه گردنه فیال (مله فیال)، تنگه خرسیان، جنگل خرسیان، آبشار نظامیوند، گولم‌کخامراد (دریاچه کدخدامراد)، و در ادامه سراب‌های ونایی و روستای ونایی

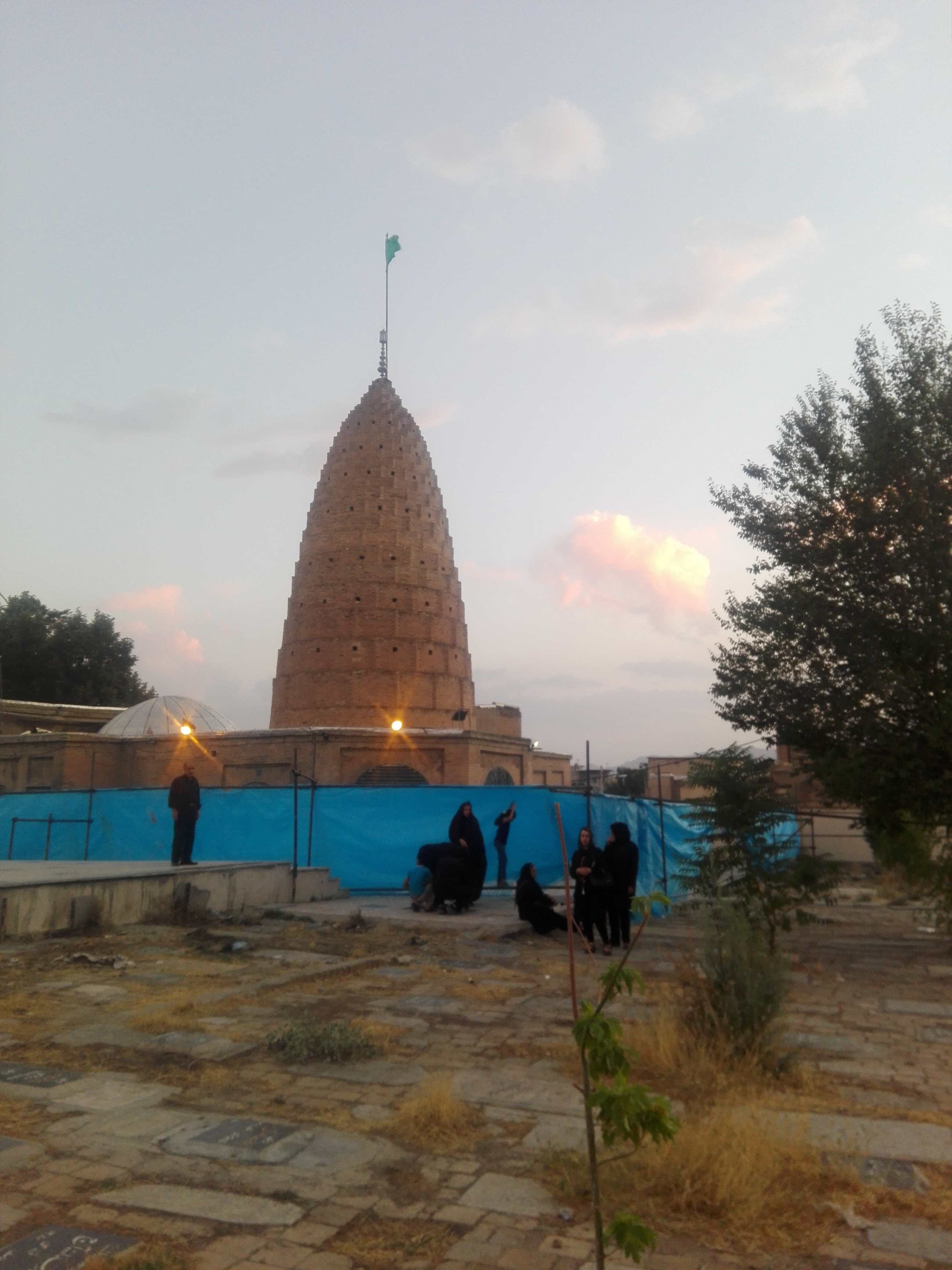

- روستای ییلاقی ونایی
- سراب کرتول
- منطقه ییلاقی گلدشت
- تالاب بیشه دالان
- تنگه کپرگه
- تنگه بزهل
- چنارستان
- تاک درخت
- شیخ میری علیا و سفلی
- روستای ییلاقی فیال
- روستای دهگاه
- سد خاکی دهکرد
- جنگل‌های دهگاه
- باغ فدک
- روستای توده زن

## زبان و تبارشناسی

### گویشوران شهرستان بروجرد
بیشتر مردم شهرستان بروجرد به ویژه ساکنان شهر بروجرد و روستاهای شمال آن با گویش گویش بروجردی زبان لری سخن می‌گویند. این گویش با تفاوت‌های جزئی میان برخی از مردم شهرستان ازنا و مناطق مجاور رواج دارد. لغت‌نامه دهخدا زیر مدخل شهرستان بروجرد آمده است: «زبان مادری سکنه شهرستان بروجردی و مذهب عموم مسلمانان شیعه اثناعشری است».
احمد اسفندیاری در کتاب «گویش بروجردی» زبان محاوره‌ای ساکنان ناحیه بروجرد را می به چند دسته تقسیم کرده است:
- گویش بروجردی زبان لری: این گویش در شهرهای بروجرد، ازنا (گاپله) و برخی روستاهای پیرامون آن رواج دارد.
- گویش روستائیان بروجرد: از نظر آوایی مشابه گویش بروجردی است.
- گویش کلیمیان: گویشی خاص رایج بین اقلیت کلیمی بروجرد که برای شهروندان بروجردی قابل فهم است.
- گویش ارامنه: شمار اندکی ارامنه در بروجرد ساکن بوده‌اند که گویشی مشابه با ارامنه جلفای اصفهان داشته‌اند.[۱۸]

علاوه بر گویش‌های فوق، با توجه به این که ناحیه جاپلق نیز در گذشته بخشی از ولایت بروجرد محسوب می‌شده، بنابراین به لحاظ تاریخی گویش گویش بختیاری و نیز گویش مردم ازنا نیز جزو گویش‌های منطقه بروجرد بوده‌اند اما امروزه به دلیل تفکیک این مناطق از بروجرد، جزو گویش‌های رایج در شهرستان بروجرد به حساب نمی‌آیند.

### ایلات و طوایف
وجود آب فراوان، مراتع و زمین‌های کشاورزی مناسب، طایفه‌هایی از ایلات دیگر را در سده‌های گذشته به منطقه کشانده که اینان بیشتر در در روستاهای جنوب این شهرستان ساکن شده‌اند و به کشاورزی و دامداری مشغول‌اند. طوایفی از ایل ایل زیار که در شهرستان‌های بروجرد، ملایر، تویسرکان، شازند و مناطقی دیگر ساکن هستند و بیرانوند در محدوده شهرستان‌های بروجرد و خرم‌آباد در دشت سیلاخور تا پل هرو ساکن شده‌اند.ایل زند از ایلات لر معروف دیگر شهرستان بروجرد است زنده ها با تیره های متعدد مانند کرزه بر و لشنی  در شهرستان بروجرد و دورود استان لرستان زندگی می کنند.